# Epictia australis
Epictia australis là một loài rắn trong họ Leptotyphlopidae. Loài này được Freiberg & Orejas-Miranda mô tả khoa học đầu tiên năm 1968.